# 자원 의존 이론
자원 의존 이론(Resource dependence theory)은 조직이 당면한 환경적 불확실성을 극복하기 위해서는 적절한 의사결정을 통해 필요한 자원을 획득해야 한다는 이론이다. 이는 제프리 페퍼(Jeffrey Pfeffer)와 제럴드 샐런칙(Gerald R. Salancik)이 1978년에 《The External Control of Organizations: A Resource Dependence Perspective》에서 처음 제시한 이론이다.

## 내용
자원 의존 이론에 따르면 조직은 환경적 요인을 피동적으로 받아들이는 것이 아니라 환경에 대처해 자원을 획득해 나가야 한다. 즉, 기존의 상황이론이 환경을 결정론적으로 인식한 반면 자원 의존 이론은 조직구조의 환경에 대한 단순한 적응이 아니라 정책결정자의 환경에 대한 전략적 선택을 강조한다는 점에서 전략적 선택 이론의 범주에 속한다고 볼 수 있다. 그러나 자원에 대한 종속성이 관리자가 다루어야 할 여러 가지 상황 요인들의 하나로 간주될 수 있다는 점에서, 상황이론의 한 유형에 불과하다는 주장도 있다.

## 같이 보기
- 소비자 주권
- 경제인류학